# Lista över Danmarks arbetsmarknadsministrar
Det är en lista över Danmarks arbetsmarknadsministrar från 1942 och framåt.
1942–2001 var titeln arbejdsminister. Därefter beskæftigelsesminister (sysselsättningsminister).

## Lista över arbetsmarknadsministrar
| Från              | Till              | Justitieminister                                                                                      |
| ----------------- | ----------------- | --- |
| 9 november 1941   | 29 augusti 1943*  | Johannes Kjærbøl (Socialdemokraterna)                                                                 |
| 29 augusti 1943*  | 5 maj 1945        | Ingen dansk regering Ministeriet sköttes av ett opolitiskt departementsråd (danska: departementschef) |
| 5 maj 1945        | 7 november 1945   | Hans Hedtoft (Socialdemokraterna)                                                                     |
| 7 november 1945   | 24 april 1947     | Søren P. Larsen (Venstre)                                                                             |
| 24 april 1947     | 13 november 1947  | Jens Sønderup (Venstre)                                                                               |
| 13 november 1947  | 23 november 1949  | Marius Sørensen (Socialdemokraterna)                                                                  |
| 23 november 1949  | 30 oktober 1950   | Johannes Kjærbøl (Socialdemokraterna)                                                                 |
| 30 oktober 1950   | 1 oktober 1953    | Poul Sørensen (Det Konservative Folkeparti)                                                           |
| 1 oktober 1953    | 1 november 1953   | Johan Strøm (Socialdemokraterna)                                                                      |
| 1 november 1953   | 1 februari 1957   | Jens Otto Krag (Socialdemokraterna)                                                                   |
| 1 februari 1957   | 27 augusti 1963   | Kaj Bundvad (Socialdemokraterna)                                                                      |
| 27 augusti 1963   | 2 februari 1968   | Erling Dinesen (Socialdemokraterna)                                                                   |
| 2 februari 1968   | 11 oktober 1971   | Lauge Dahlgaard (Radikale Venstre)                                                                    |
| 11 oktober 1971   | 27 september 1973 | Knud Axel Nielsen (Socialdemokraterna)                                                                |
| 27 september 1973 | 19 december 1973  | Erling Dinesen (Socialdemokraterna)                                                                   |
| 19 december 1973  | 13 februari 1975  | Johan Philipsen (Venstre)                                                                             |
| 13 februari 1975  | 8 september 1976  | Erling Dinesen (Socialdemokraterna)                                                                   |
| 8 september 1976  | 1 oktober 1977    | Erling Jensen (Socialdemokraterna)                                                                    |
| 1 oktober 1977    | 10 september 1982 | Svend Auken (Socialdemokraterna)                                                                      |
| 10 september 1982 | 12 mars 1986      | Grethe Fenger Møller (Det Konservative Folkeparti)                                                    |
| 12 mars 1986      | 30 oktober 1989   | Henning Dyremose (Det Konservative Folkeparti)                                                        |
| 30 oktober 1989   | 25 januari 1993   | Knud Erik Kirkegaard (Det Konservative Folkeparti)                                                    |
| 25 januari 1993   | 23 mars 1998      | Jytte Andersen (Socialdemokraterna)                                                                   |
| 23 mars 1998      | 27 november 2001  | Ove Hygum (Socialdemokraterna)                                                                        |
| 27 november 2001  | 7 april 2009      | Claus Hjort Frederiksen (Venstre)                                                                     |
| 7 april 2009      | 3 oktober 2011    | Inger Støjberg (Venstre)                                                                              |
| 3 oktober 2011    | 10 oktober 2014   | Mette Frederiksen (Socialdemokraterna)                                                                |
| 10 oktober 2014   | 28 juni 2015      | Henrik Dam Kristensen (Socialdemokraterna)                                                            |
| 28 juni 2015      | 28 november 2016  | Jørn Neergaard Larsen (Venstre)                                                                       |
| 28 november 2016  | 27 juni 2019      | Troels Lund Poulsen (Venstre)                                                                         |
| 27 juni 2019      | 15 december 2022  | Peter Hummelgaard (Socialdemokraterna)                                                                |
| 15 december 2022  |                   | Ane Halsboe-Jørgensen (Socialdemokraterna)                                                            |